# أرز بلنسية
أرز بلنسية (بالبلنسية: arròs a la valenciana)(بالإسبانية: Arroz a la valenciana)‏ هو طبق بلنسي تقليدي يعتبر جزء من مطبخ أمريكا اللاتينية والمطبخ الفلبيني.
نشأت طريقة طهي هذا الأرز في مملكة بلنسية. يرجع الطبق إلى الحقبة الاستعمارية ويوجد في المأكولات الأرجنتينية والكولومبية والكوبية والنيكاراغوية والبرتغالية والأوروغوايية والفنزويلية وعثر عليها حتى في المطبخ الفلبيني، حيث يشار إليها باسم أروسبالينسيانا.

## التاريخ
على الرغم من أن الأرز ربما كان يُزرع في بلنسية قبل العصر الأندلسي، إلا أن العرب هم الذين عززوا زراعته ونوعوا استخدامه. انتشرالطبق في المستعمرات الإسبانية في العالم الجديد. غييرت الوصفة بمرور الوقت لتشمل مكونات جديدة ولتلبية تفضيلات الذوق الأمريكي.